# Plafond de la dette des États-Unis

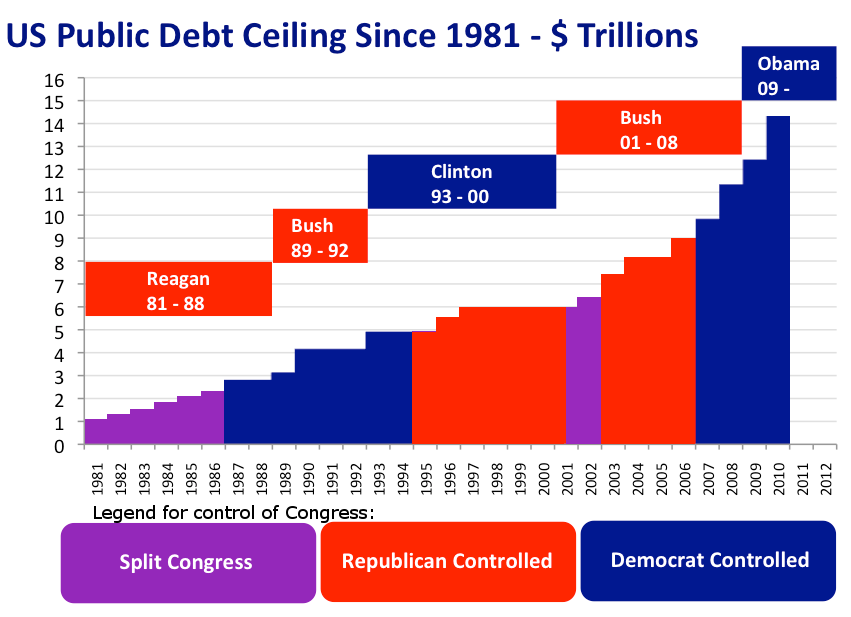
Graphique représentant le plafond de la dette des États-Unis de 1981 à 2010.

Le plafond de la dette des États-Unis est une limite qui indique combien d'argent le gouvernement des États-Unis peut emprunter à un moment donné. Il est fixé par le Congrès des États-Unis. Son objectif fondamental est d'essayer de réduire la dette publique des États-Unis ou d'empêcher les emprunts excessifs. Le plafond de la dette a été créé en 1917 en vertu du Second Liberty Bond Act. Il a été conçu pour financer les États-Unis lorsqu'ils sont entrés dans la Première Guerre mondiale. Avant la création du plafond de la dette, le président déterminait le montant de la dette pouvant être contractée dans un délai donné. Cela a été changé en 1917 pour empêcher le président d'avoir trop de pouvoir d'emprunt. Le plafond de la dette en 2011 était de 14,3 billions de dollars.